# 文卡塔查拉姆·穆鲁甘
文卡塔查拉姆·穆鲁甘（1975年5月27日—），印度外交官，現任印度駐英國伯明翰總領事。

## 经历
文卡塔查拉姆·穆鲁甘生于1975年5月27日。2005年，獲得新德里印度農業研究所授予的經濟學博士學位，論文主題為糧食安全。
2005年，他加入印度外事服務。2007年至2012年，在印度駐日本大使館擔任辦公處主任、二秘及一秘，2015年擔印度駐捷克大使館的臨時代辦，此後於2016年至2017年期間再度於布拉格擔任辦公處主任及一秘。
在新德里外交部總部任職期間，他曾於2013年擔任不丹事務處長，2014 年任海灣事務處長，並於2018至2020年間擔任對外宣傳司主任。在新冠疫情初期，他於2020年任外交部COVID工作小組主任及東部與南部非洲事務主任。2021年1月，他被調派至清奈，擔任分部秘書處主管及移民保護官。

## 個人生活
通曉泰米爾語、印地語、英語和日語。與妻子育有兩子。